# 145820 Valeromeo
145820 Valeromeo este un asteroid din centura principală de asteroizi.

## Descriere
145820 Valeromeo este un asteroid din centura principală de asteroizi. A fost descoperit pe 15 octombrie 1998 la Ceccano de Gianluca Masi. Asteroidul prezintă o orbită caracterizată de o semiaxă mare de 2,44 ua, o excentricitate de 0,20 și o înclinație de 3,1° în raport cu ecliptica.